# Aphidius polycostulari
Aphidius polycostulari är en stekelart som beskrevs av Das och Chakrabarti 1991. Aphidius polycostulari ingår i släktet Aphidius och familjen bracksteklar. Inga underarter finns listade i Catalogue of Life.